# Камакура
Камакура (јап. 鎌倉市) град је у Јапану у префектури Канагава. Према попису становништва из 2005. у граду је живело 171.158 становника. Камакура се налази на 50 километара југозападно од Токија. Познат је по бронзаној статуи Буде из 13. века која је висока око 13m и тежи око 90 тона. Камакура је био главни град Јапана од 1192. до 1333. године.

## Становништво
Према подацима са пописа, у граду је 2005. године живело 171.158 становника.
| 1995.   | 2000.   | 2005.   |
| ------- | ------- | ------- |
| 170.329 | 167.583 | 171.158 |